# 超神学院
《超神学院》（Super Seminary），是由虚拟印象工作室制作的一部3D网络动画。该动画本為《啦啦啦德玛西亚》續作，全名《啦啦啦德玛西亚之超神學院》，劇中角色以网络游戏《英雄联盟》为基础，第二季正式更名為《超神学院》，劇情於第三季完全脱离《英雄联盟》。

## 紀事
第一季（原名《啦啦啦德玛西亚》第四季）于2013年12月6日首播，共10集。
第二季正式更名為《超神学院》，于2014年6月6日首播，共10集。
第三季《神与神》于2015年1月30日首播，共10集，同時將劇中絕大多數角色更名。
第四季《黑甲》于2016年4月22日在优酷、腾讯动漫首播（仅限付费会员观看），共10集。
《雄兵连》在《超神学院》系列动画的基础上重新制作了剧情。分三篇：天河战役篇、雄芯篇及乾坤篇，共33集。于2017年6月1日在腾讯视频独播。
第二季《雄兵连之诸天降临》，分五篇：梅洛天庭篇、华夏交锋篇、太阳系防线篇、天城危机篇、诸天降临篇，共26集。于2019年1月24日在腾讯视频独播。

## 故事介紹
原本是市井小民的葛小倫在生活中意外發現自己擁有一種能讓他人暫時失去思考能力的超能力，卻意外引來政府單位的關注、訪談，最後被邀請加入超神學院並成員其中一員，接著捲入保衛地球等等一連串的事件。

## 登場角色

### 主要角色

#### 德班隊
葛小倫（原型：蓋倫，聲：V7）
進入超神學院前是一個整天想著拯救世界的人，加入學院後發掘了自身潛能，擁有幾乎媲美神體的硬度，被天使彥給看中。后在天使炙心的帮助下研发“雄芯”虚空控制器。
程耀文（原型：嘉文四世，聲：音匣老鬼）
德文之星王室光盾家族的子嗣，作為德諾星系的末代王者。
趙信（原型:趙信，聲：包子/杨天翔）
暱稱信爺，長髮飄飄，自詡祖上是趙雲，地球人中最屌絲最滑稽的主角。雖然時常犯錯，但總在關鍵時刻挺身而出，在作戰中多次牽制對手為隊友爭取了不少時間。
杜薔薇（原型：卡特蓮娜，聲：母猫mucat（第一，二季) ，七濑薰（第三季），陆庚宜 （第四季））
性格冷淡，掌握微蟲洞技術，熱愛運動，是杜卡奧上將在地球上的女兒。在莫甘娜死亡後自行剪去一頭長髮。
魏颖（原型：汎，聲：風清雲淡）
弒神之力的擁有者之一，德星第二代造神工程的產物，屬於第二代超級戰士，擁有弒神弩搭配弒神之力。
蘇小狸（聲：澀尕貓）
猴哥的前世情人，基因来自未知行星，表现为操纵自然能量攻击，基因中蕴含着强大的魅惑气息。

#### 女神隊
蕾娜（原型：蕾歐娜，聲：云鶴追）
烈陽王唯一的年輕血脈，漂亮高貴、有些自傲。
劉闖（原型：達瑞斯，聲：圖特哈蒙）
暱稱大D，代號長城一號，弒神之力的另一位擁有者，本作為市井街頭小混混的老大，在被招入超神學院後一直努力改邪歸正，儘管常常受到隊友的質疑和不理解，但還是默默地承受試著去補償之前的過失。
瑞萌萌（原型：雷玟，聲：浮由）
單純，善良，努力了卻讀不好書，供弟弟妹妹上學，兢兢業業為了讓父母驕傲開心卻碌碌無為，打過工飽受欺凌，最後因為一掌將欺負她的客人打傻而被邀請加入超神學院。
於第三季時將髮色由白色改為黑色。
釗（聲：蘇遙冬）
持劍的超級戰士，會使用所謂的無極劍道，經常會說一些不流利的日文。
李菲菲（聲：沫沫）
第二季時與魏穎等人作為第二批超級戰士登陸巨峽號，師從中士·釗學習劍道。
何蔚藍（聲：忻子約）
與琪琳同屬神河文明的第一代超級戰士，性格暴躁，一等一的女漢子。

### 指揮部
杜卡奧（聲：大象）
杜薔薇的父親，原諾星上將，發動過德諾星系的戰爭，戰績被載入宇宙史冊，並在其他文明中廣為流傳，包括古老的天使文明之中。
杰古斯丁（聲：森中人）
地球超神學院第一代超級戰士的訓練官兼班長，曾指揮了震驚神河文明的阿布拉拉行動。
語琴（聲：熙稀）
怜風（聲：妙兒姐）

### 超神學院
流浪瑞茲
自稱「流老師」，地球超神學院的教授，已活了上千年，曾被葛小倫戲稱阿凡達、藍血人。
Miss老師
地球超神學院的教授之一，據杰古斯丁所說的話，應該已活了上百年之久。

### 神河文明
基蘭（原型：極靈）
超神學院的創辦人，是由丁格黑所創造的神，目前於宇宙四處遊歷。
丁格黑
生活在神河的偉大科學家，發明了無數的科技，時光神是他最偉大的發明，在體悟終極恐懼後，與神河星系一同步入毀滅。

### 天使文明
神聖凱莎（原型：凱爾，聲：萋萋）
三萬歲，弘揚天使即正義的理念，幾乎從信仰上統治了所有主流文明。已知文明宇宙中的諸神之王，天使星雲的最高統帥。在惡魔之王莫甘娜的陰謀下不幸殞落。
天使彥（聲：泠然Carol）
凱莎的神聖左翼，第七代的左翼護衛，七千歲同時是天使之王的繼承者、代理者，從小有著與生俱來的高傲感，在成為天使之後，跟隨凱莎在宇宙中審判惡魔，建立秩序。
天使炙心（聲：陸皓潔（二，三季）張予佟（第四季））
五百歲便成為了神聖凱莎的神聖右翼，天賦超群，為天使選拔中得分最高者，理想是找到全宇宙最勇敢的男人。
鶴熙（聲：季冠霖）
在兩萬三千年前與神聖凱莎攜手在怒海之戰打敗了天宮秩序的創立人華燁，一舉拿下其主力，奪回了天使之城，負責重建梅洛天庭，並在天使文明中擔任著科技推進者的角色，發明了天使專屬的次生物引擎，擁有神聖凱莎賜予的星命。
天使冷
為高階護衛天使，天使彥最好的戰友，年紀比彥大些許，約七千多歲，在北之星保護戰友時被變節天使若寧用蟲洞技術偷襲，體內的超級基因被分解殆盡，不幸犧牲。
天使追
在天使間被稱阿追，為高階護衛天使，擁有三代高階護衛天使的身體，免疫於烈焰級別武器的攻擊，於神聖凱莎殞落後成為神聖彥的左翼護衛，曾於一千年前在地球擊敗死神卡爾在地球創造的究極獸體-索頓，每一百年會到赤烏恆星系一次，以到訪十幾次，並向地球神河人類灌輸了正義秩序的概念。
天使莫伊
於神聖凱莎殞落後成為神聖彥的右翼護衛，於銀河系混戰時被饕餮王以虛空引擎偷襲，不幸犧牲。
天使靈溪
為高階護衛天使，在天刃七號（神聖彥專屬的戰鬥天體）進入地球後在其裏面駐守。
天使青卿
為高階護衛天使，與神聖彥在費雷澤保護天使之王的儲君-艾妮·熙德，並在費雷澤結識歐文·耀恩，並與其結為夫妻，代替神聖彥留守在費雷澤擔任保護艾妮·熙德的任務。

### 惡魔星雲
莫甘娜
生日為6月9日
天使之王凱莎的妹妹，本為天使涼冰，同樣來自古老強大的天使文明，因凱莎將超神學院趕出天使文明而出走天使星雲，曾經是超神學院的導師，會和基蘭、卡爾把酒言歡，探討學術。最後為保護所愛之人-薔薇從容赴死。
索頓（聲：V7）
自稱是地球上的神，亦正亦邪，在異空間被莫甘娜破譯召喚出來。
黑風（聲：語楓千遇千尋（第二、三季）大象（第四季））
莫甘娜曾經一手打造的夢境超級戰士，用於從精神上打擊天使集團的高能力者。
阿托（聲：蘇遙冬（第二、三季）寶木中陽（第四季））
一個跟隨了莫甘娜萬年之久的老指揮官，之後被莫甘娜送去弗雷卓文明修練並成為神體。

### 冥河星系
卡爾（原型：卡爾瑟斯，聲：西呱雙）
冥河星系的主神，原超神學院的導師，喜歡研究死亡，被神聖凱莎和莫甘娜稱之為死變態。

### 弗雷澤文明
泰·史奈夫（聲：sin檸檬）
弗雷澤文明的其中一位部落領袖，信奉時光神基蘭，在阿托的屠殺中存活下來，卻失去了整個部族。
艾妮·熙德（聲：張喆）
弗雷澤文明中神聖艾蘭王國的女王，信奉審判天使。

### 其他角色
孫悟空
潘震（聲：子靛）

## 用語

### 科技
超神學院
作為「神河文明」向其他已知文明傳播交流的載體，這是一所由基蘭建立並代表著丁格黑意志理念的學校，當星球文明發展到一定程度（經過核洗禮並且接近第二文明等級），便奠定了建立的初步基礎。
大時鐘數據庫。
記載宇宙中數千個文明科技，目前被卡爾盜取並使用。
終極恐懼
指科技在躍進時所引來的「星系毀滅」。
次生物科技
第三等級文明技術，這個程度的文明已經不局限於所在的恆星系，而是整個星系內所有的恆星能量，他們的文明發展程度已經超出想像，能夠在所在的星系內自由移動。
惡魔基因植入
莫甘娜擅長之技術，將惡魔基因植入其他生物體內，使生物死亡轉化為惡魔。

### 地理

#### 星系
神河文明
始於二十萬年前，宇宙中最尖端的文明之一，在太空校長（時光神-基蘭）的領導下成為最高文明，最後在突破「次生物科技」時，因為不知明原因引爆整個星系而毀滅。
天使星雲
最遙遠的文明之一，始於十萬年前，信奉愛與正義為最高至上，所以天使遵從著神聖凱莎建立的正義秩序，為審判一切邪惡的天使。
德諾星系
最初建立「超神學院」的星系，將神河文明所有科技導入星系中所有文明，最後諾星引發的星系戰爭的關係，使烈陽星的太陽神在盛怒之下引爆星系中的太陽而幾乎毀滅。
而德諾星系僅存烈陽星，但烈陽星在諾星的報復下，以「弒神斧」被劈成兩半，目前是依靠太陽神的力量才能生存。
星系中包含德星（已毀）、諾星（已毀）、烈陽星（半毀）。
弗雷澤星系
尚處於冷冰器時代的星系，北部部落信奉時光神、南方的神聖艾蘭王國信奉審判天使，最後在惡魔阿托的屠殺下北方全部毀滅，僅存南方艾妮·熙德所建立的王國。

#### 地球地理
北之星
是故事中華夏的首都。
巨峽市
超神學院故事的起源。
巨峽艦隊
於巨峽市外海，以巨峽號為主體的艦隊，也是超神學院雄兵連的大本營。

### 武器
凱莎的武器庫
神聖凱莎才能使用的武器庫，必須擁有授權或使用微蟲洞侵入才能使用，武器基本上全由暗夙銀製成，已知武器有銀翼、王命以及星命。
烈焰之劍
天使之城的軍武，全宇宙排名第三的武器，烈焰級別的武器。
惡魔雙翼
莫甘娜的惡魔艦隊主體。
惡魔之爪
莫甘娜的主要武器，是一對黑色的爪子。
黑甲
地球以神河科技開發的裝甲，主要材質為暗合金，連天使、惡魔科技都無法破解與定位。

## 各話列表

### 第一季
| 集數   | 標題                 | 更新時間       |
| ------ | -------------------- | -------------- |
| 第1集  | 新生三基友的暗襲     | 2013年12月6日  |
| 第2集  | 警花凱特琳的追擊     | 2013年12月13日 |
| 第3集  | 女神蕾娜的穿越       | 2013年12月20日 |
| 第4集  | 嘉文的天崩地裂       | 2014年1月3日   |
| 第5集  | 超神訓練營           | 2014年1月17日  |
| 第6集  | 面對死歌的對線       | 2014年2月21日  |
| 第7集  | 超神激戰五威五       | 2014年3月14日  |
| 第8集  | 虐世妖王亂天下       | 2014年3月28日  |
| 第9集  | 我的大刀早已飢渴難耐 | 2014年4月11日  |
| 第10集 | 不是結局的開始       | 2014年4月25日  |

### 第二季
| 集數   | 標題               | 更新時間       |
| ------ | ------------------ | -------------- |
| 第11集 | 超神匯聚巨峽號     | 2014年6月6日   |
| 第12集 | 莫甘娜的野心       | 2014年6月20日  |
| 第13集 | 德邦的緊急馳援     | 2014年7月4日   |
| 第14集 | 單兵的控線         | 2014年7月18日  |
| 第15集 | 齊天大聖的緊急救援 | 2014年8月1日   |
| 第16集 | 兩個女漢子         | 2014年8月15日  |
| 第17集 | 烈陽與德諾之王     | 2014年8月29日  |
| 第18集 | 審判天使降臨       | 2014年9月12日  |
| 第19集 | 夢魔的愛情片       | 2014年10月10日 |
| 第20集 | 天使與惡魔         | 2014年10月24日 |

### 第三季《神與神》
| 集數   | 標題 | 更新時間       |
| ------ | ---- | -------------- |
| 第21集 | 降臨 | 2015年1月30日  |
| 第22集 | 激戰 | 2015年3月6日   |
| 第23集 | 狙擊 | 2015年4月3日   |
| 第24集 | 長城 | 2015年5月8日   |
| 第25集 | 弒神 | 2015年6月5日   |
| 第26集 | 琪琳 | 2015年7月3日   |
| 第27集 | 巔峰 | 2015年8月7日   |
| 第28集 | 旗幟 | 2015年8月21日  |
| 第29集 | 炙心 | 2015年9月18日  |
| 第30集 | 未來 | 2015年10月23日 |

### 第四季《黑甲》
| 集數   | 標題     | 更新時間      |
| ------ | -------- | ------------- |
| 第31集 | 薔薇     | 2016年4月22日 |
| 第32集 | 涼冰     | 2016年4月29日 |
| 第33集 | 黑色長城 | 2016年5月6日  |
| 第34集 | 懷疑     | 2016年5月13日 |
| 第35集 | 天使彥   | 2016年5月20日 |
| 第36集 | 黃石城   | 2016年6月17日 |
| 第37集 | 天譴     | 2016年7月1日  |
| 第38集 | 太陽之光 | 2016年7月15日 |
| 第39集 | 潘震     | 2016年7月29日 |
| 第40集 | 敵手     | 2016年8月12日 |

## 故事重制《雄兵连》

### 第一季
共三篇：《天河战役篇》 1-10  摘要 11, 《雄芯篇》 12-22,  《乾坤篇》 23-33
| 集數   | 標題 | 更新時間 |
| ------ | ---- | -------- |
| 第1集  |      |          |
| 第2集  |      |          |
| 第3集  |      |          |
| 第4集  |      |          |
| 第5集  |      |          |
| 第6集  |      |          |
| 第7集  |      |          |
| 第8集  |      |          |
| 第9集  |      |          |
| 第10集 |      |          |
| 第11集 |      |          |
| 第12集 |      |          |
| 第13集 |      |          |
| 第14集 |      |          |
| 第15集 |      |          |
| 第16集 |      |          |
| 第17集 |      |          |
| 第18集 |      |          |
| 第19集 |      |          |
| 第20集 |      |          |
| 第21集 |      |          |
| 第22集 |      |          |
| 第23集 |      |          |
| 第24集 |      |          |
| 第25集 |      |          |
| 第26集 |      |          |
| 第27集 |      |          |
| 第28集 |      |          |
| 第29集 |      |          |
| 第30集 |      |          |
| 第31集 |      |          |
| 第32集 |      |          |
| 第33集 |      |          |

### 第二季《諸天降臨》
共五篇26集（梅洛天庭篇、华夏交锋篇、太阳系防线篇、天城危机篇、诸天降临篇）
以惡魔之王莫甘娜恢復成大天使型態——天啟王涼冰，誓言作時空薔薇的守護天使為結局，時空薔薇則接替涼冰掌管魔人文明。第三季也將以時空薔薇的視角展拓新一代神的篇章。

### 第三季《银翼战刃》
天使文明是主生物文明最古老的文明之一，20000年前基兰来到天使文明，并创立了超神学院。17000年前，凯莎执政天使文明，并与大天使凉冰产生意识形态分歧，并将超神学院逐出天使之城，14000年前，凉冰率恶魔与天使展开第一次战争。而故事从7000多年前的督刃帝国开始讲起，讲述的是天使彦的传奇故事。（本漫属于官方同人，跟超神系列动画的设定有一定的出入，当成一部全新作品食用更加愉悦）

### 《雄兵连》网络电影版

#### 《烈陽天道》
大電影講述的是鬥戰勝佛孫悟空與烈陽星之間的故事。

#### 《烈陽天道2》
大電影講述烈陽女神在母星枯竭毁滅文明延续與奪取落後星球生機為之續存之间的抉择。